# 5-й истребительный авиационный корпус
5-й истребительный авиационный корпус (5-й иак) — соединение Военно-Воздушных сил (ВВС) Вооружённых Сил РККА, принимавшее участие в боевых действиях Великой Отечественной войны.

## Наименования корпуса

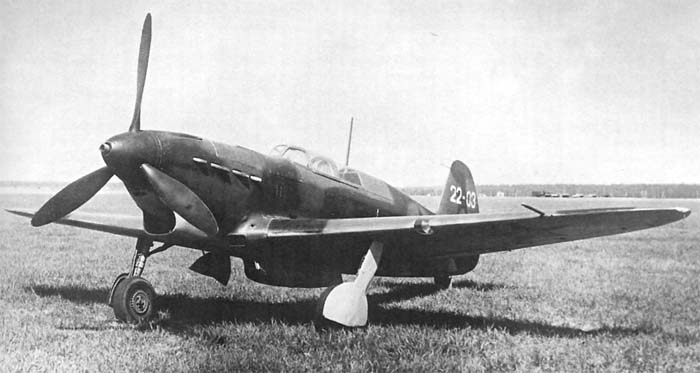
Истребитель Як-7 205-й иад

- 5-й истребительный авиационный корпус;
- 5-й истребительный авиационный Львовский корпус;
- 5-й истребительный авиационный Львовский Краснознамённый корпус;
- 5-й истребительный авиационный Львовский Краснознамённый ордена Богдана Хмельницкого корпус;
- 62-й истребительный авиационный Львовский Краснознамённый ордена Богдана Хмельницкого корпус;
- 62-й истребительный авиационный Львовский Краснознамённый ордена Богдана Хмельницкого корпус ПВО.

## Создание корпуса
5-й истребительный авиационный корпус сформирован 15 апреля 1943 года решением Государственного комитета обороны.

9. Истребительный авиакорпус № 5 сформировать к 15 апреля 1943 года. В состав авиакорпуса включить: 205 истребительную авиадивизию Як-7, выведя её в резерв Ставки из 2 Воздушной армии Воронежского фронта и 217 истребительную авиадивизию Ла-5, выведя её в резерв Ставки из состава 4 Воздушной армии Северо-Кавказского фронта. Формирование авиакорпуса провести в районе Бутурлиновка. Командиром истребительного авиакорпуса № 5 утвердить Генерал-майор авиации Климова И. Д.— Постановление № ГКО-2880сс от 13 февраля 1943 года

## Преобразование корпуса
- 5-й истребительный авиационный Львовский Краснознаменный ордена Богдана Хмельницкого корпус 10 января 1949 года переименован в 62-й истребительный авиационный Львовский Краснознаменный ордена Богдана Хмельницкого корпус[2]
- 62-й истребительный авиационный Львовский Краснознаменный ордена Богдана Хмельницкого корпус в сентябре 1950 года передан из ВВС в войска ПВО (Бакинская армия ПВО, с июня 1964 года — Бакинский округ ПВО) и переименован в 62-й истребительный авиационный Львовский Краснознаменный ордена Богдана Хмельницкого корпус ПВО

## В действующей армии
В составе действующей армии корпус находился:
- с 12 мая 1943 года по 11 мая 1945 года, всего 731 день[3]

## Командование корпуса

### Командиры корпуса
- Генерал-майор авиации Климов Иван Дмитриевич[4], период нахождения в должности с февраля 1943 года по 26 июня 1943 года
- Генерал-майор авиации Галунов Дмитрий Павлович[5], период нахождения в должности с 26 июня 1943 года по 27 августа 1944 года
- Герой Советского Союза Полковник, Генерал-майор авиации[6] Мачин Михаил Григорьевич[7], период нахождения в должности с 28 августа 1944 года по июнь 1946 года.
- Полковник Вусс Василий Никифорович, период нахождения в должности с 1 февраля 1947 года по 1 декабря 1948 года.

### Начальник штаба корпуса
- полковник, генерал-майор авиации Скляр Андрей Иванович (с 18 марта 1943 года)

### Заместитель Начальника политического отдела корпуса
- Полковник Иванов Василий Владимирович[8]

## В составе объединений
| Объединение                                                   | Период                  |
| ------------------------------------------------------------- | ----------------------- |
| авиация Резерва Верховного Главного Командования              | 15.04.1943 — 12.05.1943 |
| 2-я воздушная армия Воронежского фронта                       | 12.05.1943 — 20.10.1943 |
| 2-я воздушная армия 1-го Украинского фронта                   | 20.10.1943 — 10.06.1945 |
| 2-я воздушная армия Центральной группы войск                  | 10.06.1945 — 10.12.1947 |
| 7-я воздушная армия Закавказского военного округа             | 10.12.1947 — 20.02.1949 |
| 62-я воздушная армия Закавказского военного округа            | 20.02.1949 — 01.03.1950 |
| 42-я воздушная истребительная армия ПВО Бакинского района ПВО | 01.03.1950 — 01.06.1954 |
| 42-я воздушная истребительная армия ПВО Бакинского округа ПВО | 01.06.1954 — 01.03.1960 |

## Соединения, части и отдельные подразделения корпуса
| - 205-я истребительная авиационная дивизия - 508-й истребительный авиационный полк - 438-й истребительный авиационный полк - 737-й истребительный авиационный полк - 27-й истребительный авиационный полк - 217-я истребительная авиационная дивизия - 40-й истребительный авиационный полк - 131-й истребительный авиационный полк - 166-й истребительный авиационный полк - 417-я отдельная авиационная эскадрилья связи - 283-я отдельная рота связи - 71-й отдельный взвод земного обеспечения самолетовождения - 44-й отдельный взвод аэрофотослужбы - 2680-я военно-почтовая станция |

| - 8-я гвардейская истребительная авиационная дивизия - 41-й гвардейский истребительный авиационный полк - 40-й гвардейский истребительный авиационный полк - 88-й гвардейский истребительный авиационный полк - 205-я истребительная авиационная дивизия - 508-й истребительный авиационный полк - 438-й истребительный авиационный полк - 737-й истребительный авиационный полк - 27-й истребительный авиационный полк - 256-я истребительная авиационная дивизия - 32-й истребительный авиационный полк - 91-й истребительный авиационный полк - 728-й истребительный авиационный полк - 417-я отдельная авиационная эскадрилья связи - 283-я отдельная рота связи - 71-й отдельный взвод земного обеспечения самолетовождения - 44-й отдельный взвод аэрофотослужбы - 2680-я военно-почтовая станция |

| - 8-я гвардейская истребительная авиационная дивизия - 41-й гвардейский истребительный авиационный полк - 40-й гвардейский истребительный авиационный полк - 88-й гвардейский истребительный авиационный полк - 927-й истребительный авиационный полк - 256-я истребительная авиационная дивизия - 32-й истребительный авиационный полк - 91-й истребительный авиационный полк - 728-й истребительный авиационный полк - 417-я отдельная авиационная эскадрилья связи - 283-я отдельная рота связи - 71-й отдельный взвод земного обеспечения самолетовождения (до 04.10.1943 г.) - 44-й отдельный взвод аэрофотослужбы (до 05.03.1944 г.) - 2680-я военно-почтовая станция |

| - 8-я гвардейская истребительная авиационная дивизия - 41-й гвардейский истребительный авиационный полк - 40-й гвардейский истребительный авиационный полк - 88-й гвардейский истребительный авиационный полк - 256-я истребительная авиационная дивизия - 32-й истребительный авиационный полк - 91-й истребительный авиационный полк - 728-й истребительный авиационный полк - 417-я отдельная авиационная эскадрилья связи - 283-я отдельная рота связи - 2680-я военно-почтовая станция |

## Участие в операциях и битвах
- Курская битва[5] с 5 июля 1943 года по 23 июля 1943 года

В мае-июле 1943 года, перед и во время Курской битвы, весной 1943 2-й ВА были построены четыре действующих и четыре ложных советских военных аэродрома для 5-го иак 2-й воздушной армии СССР (командующий тогда - генерал авиации Степан Красовский) Строительство аэродромов осуществила 5-я инженерно-минная бригада РГК (командир - подполковник В. Н. Столяров), маскировочная служба аэродромов 2-й ВА (начальник - майор В. И. Лукьянов) и мобилизованные местные жители (всего в Прохоровском районе на строительство восьми аэродромов весной 1943 года было мобилизовано 1015 человек). Действующие аэродромы истребительной авиации были построены в сёлах Грушки (Белгородская область) (для 27-й иап), Грязное (Белгородская область) (для 508-й иап), Свино-Погореловка (для 438-й иап), Бобровка (Белгородская область) (для эксплуатационно-технического обслуживания).
- Белгородско-Харьковская операция «Румянцев» с 3 августа 1943 года по 23 августа 1943 года
- Черниговско-Припятская операция с 26 августа 1943 года по 30 сентября 1943 года.
- Киевская операция с 3 ноября 1943 года по 22 декабря 1943 года
- Гомельско-Речицкая операция с 10 ноября 1943 года по 30 ноября 1943 года.
- Житомирско-Бердичевская операция[5] с 24 декабря 1943 года по 14 января 1944 года
- Корсунь-Шевченковская операция[5] с 24 января 1944 года по 17 февраля 1944 года.
- Ровно-Луцкая операция[5] с 27 января 1944 года по 11 февраля 1944 года.
- Проскуровско-Черновицкая операция[5] с 4 марта 1944 года по 17 апреля 1944 года
- Львовско-Сандомирская операция[5] с 13 июля 1944 года по 29 августа 1944 года.
- Карпатско-Дуклинская операция[7] с 8 сентября 1944 года по 28 октября 1944 года.
- Сандомирско-Силезская операция[7] с 12 января 1945 года по 23 февраля 1945 года
- Нижне-Силезская наступательная операция[7] с 3 февраля 1945 года по 30 марта 1945 года
- Верхне-Силезская наступательная операция[7] с 15 марта 1945 года по 31 марта 1945 года
- Берлинская операция[7] с 16 апреля 1945 года по 8 мая 1945 года.
- Пражская операция[7] с 6 мая 1945 года по 11 мая 1945 года.

## Статистика боевых действий
За период боевых действий с 26 июня 1943 года по 20 мая 1944 года корпусом произведено:
| Боевых вылетов | Групповых воздушных боёв | Сбито самолётов противника, всего | Сбито бомбардировщиков | Сбито истребителей |
| -------------- | ------------------------ | --------------------------------- | ---------------------- | ------------------ |
| 15195          | 814                      | 1056                              | 566                    | 490                |

Потери корпуса за период с 26 июня 1943 года по 20 мая 1944 года составили:
| Лётчиков | Самолетов |
| -------- | --------- |
| 141      | 299       |

## Переименование в гвардейские части
- 217-я истребительная авиационная дивизия 1 мая 1943 года переименована в 8-ю гвардейскую истребительную авиационную дивизию[12]
- 166-й истребительный авиационный полк 1 мая 1943 года переименован в 88-й гвардейский истребительный авиационный полк[12]

## Почётные наименования
- 5-му истребительному авиационному корпусу 10 августа 1944 года присвоено почётное наименование «Львовский»[13]
- 8-й гвардейской Краснознамённой истребительной авиационной дивизии 6 ноября 1943 года присвоено почётное наименование «Киевская»[14]
- 256-й истребительной авиационной дивизии 6 ноября 1943 года присвоено почётное наименование «Киевская».[14]
- 32-му истребительному авиационному полку присвоено почетное наименование «Староконстантиновский»[15]
- 41-му гвардейскому истребительному авиационному полку присвоено почетное наименование «Черновицкий»[16]
- 40-му гвардейскому истребительному авиационному полку присвоено почетное наименование «Тарнопольский»[17]
- 88-му гвардейскому истребительному Ордена Богдана Хмельницкого II степени авиационному полку присвоено почетное наименование «Краковский»[18]
- 91-му истребительному авиационному полку присвоено почетное наименование «Дембицкий»[19]
- 728-му истребительному авиационному полку присвоено почетное наименование «Шумский»[15]
- 728-му Шумскому истребительному авиационному полку присвоено почетное наименование «Кременецкий»[20]

## Награды
- 5-й истребительный авиационный Львовский корпус Указом Президиума Верховного Совета СССР от 19 февраля 1945 года за образцовое выполнение заданий командования в боях с немецкими захватчиками, за овладение городам Ченстохова, Пшедбуж и Радомско, и проявленные при этом доблесть и мужество награждён орденом «Красного Знамени»[21].
- 5-й истребительный авиационный Львовский Краснознаменный корпус Указом Президиума Верховного Совета СССР награждён орденом «Богдана Хмельницкого II степени».
- 8-я гвардейская истребительная авиационная Киевская дивизия Указом Президиума Верховного Совета СССР награждена орденом «Богдана Хмельницкого II степени».
- 8-я гвардейская истребительная авиационная Киевская дивизия награждена Указом Президиума Верховного Совета СССР орденом «Боевого Красного Знамени».
- 8-я гвардейская истребительная авиационная Киевская дивизия Указом Президиума Верховного Совета СССР награждена орденом «Суворова II степени».
- 256-я истребительная авиационная Киевская дивизия Указом Президиума Верховного Совета СССР награждена орденом «Боевого Красного Знамени».
- 256-я истребительная авиационная Киевская дивизия Указом Президиума Верховного Совета СССР награждена орденом «Суворова II степени».
- 256-я истребительная авиационная Киевская дивизия Указом Президиума Верховного Совета СССР награждена орденом «Богдана Хмельницкого II степени».
- 32-й истребительный авиационный Староконстантиновский полк Указом Президиума Верховного Совета СССР от 26 апреля 1944 года награждён орденом «Александра Невского».
- 40-й гвардейский истребительный авиационный Тарнопольский полк Указом Президиума Верховного Совета СССР от 19 февраля 1945 года награждён орденом «Кутузова III степени».
- 41-й гвардейский истребительный авиационный Черновицкий полк Указом Президиума Верховного Совета СССР от 19 февраля 1945 года награждён орденом «Кутузова III степени».
- 88-й гвардейский истребительный авиационный полк Указом Президиума Верховного Совета СССР от 10 августа 1944 года награждён орденом «Богдана Хмельницкого III степени».
- 91-й истребительный авиационный полк Указом Президиума Верховного Совета СССР от 10 августа 1944 года награждён орденом «Богдана Хмельницкого II степени».
- 728-й истребительный авиационный Шумско-Кременецкий полк Указом Президиума Верховного Совета СССР от 19 февраля 1945 года награждён орденом «Боевого Красного Знамени».

## Благодарности Верховного Главнокомандующего
- За овладение столицей Украины городом Киев[22]
- За овладение городом Кременец — мощной естественной крепостью на хребте Кременецких гор, усиленной немцами развитой сетью искусственных оборонительных сооружений[23]
- За овладение городом и оперативно важным железнодорожным узлом Чертков, городом Гусятин, городом и железнодорожным узлом Залещики на реке Днестр и освобождении более 400 других населённых пунктов[24]
- За выход на государственную границу с Чехословакией и Румынией на фронте протяжением до 200 километров, овладении городом Серет и занятие свыше 30 других населённых пунктов на территории Румынии[25]
- За овладение областным центром Украины городом Тарнополь — крупным железнодорожным узлом и сильным опорным пунктом обороны немцев на львовском направлении[26]
- За овладение городами Порицк, Горохов, Радзехов, Броды, Золочев, Буек, Каменка, городом и крупным железнодорожным узлом Красное и занятии свыше 600 других населённых пунктов[27]
- За овладение важным хозяйственно-политическим центром и областным городом Украины Львов — крупным железнодорожным узлом и стратегически важным опорным пунктом обороны немцев, прикрывающим пути к южным районам Польши[28]
- За овладение городом и крепостью Перемышль и городом Ярослав — важными узлами коммуникаций и мощными опорными пунктами обороны немцев, прикрывающими пути на Краков[29]
- За овладение городом Дембица — крупным центром авиационной промышленности и важным узлом коммуникаций на краковском направлении[30]
- За овладение городами Ченстохова, Пшедбуж и Радомско[31]
- За овладение городом Краков[32]
- За овладение центром Силезского промышленного района городом Глейвиц и в Польше городом Хжанув[33]
- За овладение городом Гинденбург[34]
- За овладение городами Сосновец, Бендзин, Домброва-Гурне, Челядзь и Мысловице — крупными центрами Домбровского угольного района[35]
- За овладение в Домбровском угольном районе городами Катовице, Семяновиц, Крулевска Гута (Кенигсхютте), Миколув (Николаи) и в Силезии городом Беутен[36]
- За овладение городами Олау, Бриг, Томаскирх, Гротткау, Левен и Шургаст — важными узлами коммуникаций и сильными опорными пунктами обороны немцев на западном берегу Одера[37]
- За разгром окружённой группировки противника юго-западнее Оппельна и овладении в Силезии городами Нойштадт, Козель, Штейнау, Зюльц, Краппитц, Обер-Глогау, Фалькенберг[38]
- За овладение в Силезии, западнее Одера, городами Нейссе и Леобшютц[39]
- За овладение городами Ратибор и Бискау[40]
- За овладение городами Котбус, Люббен, Цоссен, Беелитц, Лукенвальде, Тройенбритцен, Цана, Мариенфельде, Треббин, Рангсдорф, Дидерсдорф, Тельтов и вход с юга в столицу Германии Берлин[41]
- За овладение городам Виттенберг — важным опорным пунктом обороны немцев на реке Эльба[42]
- За овладение городом и крепостью Бреславль (Бреслау)[43]